# Croce schmidti
Croce schmidti is een insect uit de familie van de Nemopteridae, die tot de orde netvleugeligen (Neuroptera) behoort. 
Croce schmidti is voor het eerst wetenschappelijk beschreven door Navás in 1927.